# Jan III. Navarrský
Jan III. Navarrský (1469 – 17. červen 1516) byl v letech 1484 až 1516 navarrský král-manžel a hrabě z Foix společně se svou ženou Kateřinou Navarrskou.

## Životopis
Jan III. Navarrský byl synem Alaina z Albretu a jeho ženy Františky Châtillon-Limoges. Stal se králem Navarry a hrabětem z Foix na základě manželství s královnou Kateřinou (1470–1517), nástupkyní svého bratra Františka Phoebuse v roce 1483. V roce 1512 napadlo Navarru aragonsko-kastilská armáda, která jí zabrala. Při pokusu o znovu dobytí Navarry byl v roce 1516 zabit.

## Potomci
Jan s Kateřinou spolu měli několik dětí, z nichž pouze jediný syn a dcera přežili do dospělosti:
- Anna Navarrská (1492–1532)
- Magdalena (1494–1504)
- Kateřina (1495–1532)
- Jana (1496)
- Quiteria (1499–1536)
- Ondřej Phoebus (1501–1503)
- Jindřich II. Navarrský (1503–1555)
- Buenaventura (1505–1511)
- Martin (1506–1512)
- František (1508–1512)
- Karel (1510–1528)
- Isabela Navarrská (1512–1555)